# Campoletis nigripes
Campoletis nigripes är en stekelart som först beskrevs av Cresson 1864.  Campoletis nigripes ingår i släktet Campoletis och familjen brokparasitsteklar. Inga underarter finns listade.